# Kleinschwabhausen
Kleinschwabhausen é um município da Alemanha, situado no distrito de Weimarer Land, no estado da Turíngia. Tem 3,85 km² de área, e sua população em 2019 foi estimada em 223 habitantes.